# Химия одноуглеродных молекул
Химия одноуглеродных молекул (C1-химия) — раздел химии, изучающей различные классы веществ, в состав молекулы которых входит только один атом углерода.
Как отдельная отрасль знаний C1-химия появляется с развитием перспективных технологий получения углеродсодержащего сырья, представляющего собой альтернативу нефтепродуктам в преддверии истощения природных запасов нефти.
Основными вопросами, решаемыми в C1-химии, являются теоретические основы реакций с участием таких веществ, как:
- монооксид и диоксид углерода,
- метанол,
- метан,
- формальдегид,
- циановодород.

Основной C1-химии является синтез-газ.
В становлении химии одноуглеродных молекул большую роль сыграли работы Н. Д. Зелинского, Б. А. Казанского, А. Н. Башкирова, Б. Н. Долгова, В. М. Каржавина, И. Б. Рапопорта, Д. М. Рудковского, Я. Т. Эйдуса, А. Ю. Алиева и их учеников.